# Тетрацианоплатинат(II) бария
Тетрацианоплатинат(II) бария — неорганическое соединение,
комплексная соль металлов бария, платины и синильной кислоты с формулой Ba[Pt(CN)4],
зеленовато-жёлтые кристаллы,
растворяется в воде,
образует кристаллогидрат.
Одно из наиболее устойчивых комплексных соединений двухвалентной платины.

## Получение
- Реакция насыщенных растворов тетрацианоплатината(II) калия и хлорида бария:

{\displaystyle {\mathsf {K_{2}[Pt(CN)_{4}]+BaCl_{2}\ {\xrightarrow {}}\ Ba[Pt(CN)_{4}]\cdot 4H_{2}O\downarrow +2KCl}}}
- Электрохимическое взаимодействие платины и цианида бария[1].

## Физические свойства
Тетрацианоплатинат(II) бария образует зеленовато-жёлтые кристаллы,
растворяется в воде (3,4 % при 20 °C).
Из водных растворов выделяется кристаллогидрат состава Ba[Pt(CN)4]·4H2O — жёлто-зелёные кристаллы
моноклинной сингонии,
пространственная группа C 2/c,
параметры ячейки a = 1,189 нм, b = 1,408 нм, c = 0,654 нм, β = 103,7°, Z = 4.
Плотность кристаллогидрата — 2,09 г/см3.
Обладает ярко выраженным плеохроизмом: в зависимости от ориентации кристалла цвет меняется от фиолетово-голубого (на просвет) до жёлто-зелёного (в отражённом свете).
Кристаллогидрат под действием ультрафиолета и ионизирующего излучения светится жёлто-зелёным цветом. Экраны, покрытые слоем кристаллов тетрацианоплатината бария, использовались для изучения ультрафиолетового света, а также в ранних исследованиях ионизирующего излучения и радиоактивности. Случайно замеченное свечение такого экрана позволило Рентгену открыть лучи, позже названные его именем. Экраны, покрытые тетрацианоплатинатом бария, применялись в рентгеноскопии.

## Химические свойства
- Кристаллогидрат теряет воду при нагревании:

{\displaystyle {\mathsf {Ba[Pt(CN)_{4}]\cdot 4H_{2}O\ {\xrightarrow[{-2H_{2}O}]{100^{o}C}}\ Ba[Pt(CN)_{4}]\cdot 2H_{2}O\ {\xrightarrow[{-2H_{2}O}]{150^{o}C}}\ Ba[Pt(CN)_{4}]}}}